# Virgilio Rosario
Virgilio Rosario (Spoleto, 1499 – Roma, 22 maggio 1559) è stato un cardinale e vescovo cattolico italiano.

## Biografia
Nacque nel 1499.
Abate commendatario di Santa Maria Rotonda a Napoli. Fu nominato vescovo di Ischia nel 1554.
Papa Paolo IV lo elevò al rango di cardinale nel concistoro del 15 marzo 1557. Rosario fu nominato cardinale vicario generale perpetuo di Roma e membro del comitato di 4 cardinali incaricati di giudicare il caso del cardinale Giovanni Girolamo Morone.
Rese, peraltro, oggetto di Persecuzione San Filippo Neri il quale poi successivamente ottenne la riabilitazione piena  da parte del Papa Paolo IV.
Morì il 22 maggio 1559 e fu sepolto a Santa Maria sopra Minerva. Una lapide fu posta a cura del nipote Flavio.

## Genealogia episcopale
La genealogia episcopale è:
- Cardinale Guillaume d'Estouteville, O.S.B.Clun.
- Papa Sisto IV
- Papa Giulio II
- Cardinale Raffaele Sansone Riario
- Papa Leone X
- Papa Clemente VII
- Cardinale Antonio Sanseverino, O.S.Io.Hieros.
- Cardinale Giovanni Michele Saraceni
- Cardinale Virgilio Rosario